# Limnophora sedlaceki
Limnophora sedlaceki är en tvåvingeart som beskrevs av Shinonaga 2005. Limnophora sedlaceki ingår i släktet Limnophora och familjen husflugor. Inga underarter finns listade i Catalogue of Life.